# Кірибаті
Респу́бліка Кіриба́ті (кір. Ribaberikin Kiribati, МФА: [ˈkiɾibas], англ. Republic of Kiribati, МФА: [ˈkɪrɨbæs]) — острівна держава, розміщена на островах та атолах у центральній та західній частині Тихого океану, що складається з трьох груп коралових атолів і вулканічного острова. Межує на заході з територіальними водами Маршаллових Островів та Федеративних Штатів Мікронезії, на заході та південному заході з територіальними водами Науру, Соломонових Островів та Тувалу, на півдні та південному сході межує з територіальними водами Токелау, островів Кука та Французької Полінезії, на півночі та північному сході межує з нейтральними тихоокеанськими водами. Довжина прибережної лінії 1143 км. Загальна площа островів становить 811 км². Населення становить 92 533 особи (2005 р.). Столиця Кірибаті — Південна Тарава. Незалежність колонії Острови Гілберта від Великої Британії була проголошена 12 липня 1979 року, того ж року вона була офіційно перейменована на Республіку Кірибаті.

## Етимологія
Сучасна назва країни походить від спотвореної англійської назви Островів Гілберта — «Gilbert Islands», яке місцевою мовою вимовляється як [kiri:ba:s] (Кі́рібас), а записується як Kiribati.

## Географія
Кірибаті розташована на 32 коралових островах в архіпелагах: Кірибаті (Гілберта), Лайн (Центральні Полінезійські Споради), Равакі (Фенікс), включаючи найбільший атол світу Кіритіматі (острів Різдва), а також на океанічному острові Банаба. Відстань від найзахіднішого до найсхіднішого острова становить 4000 км.
32 атоли та один острів (Банаба) розділені на 4 групи островів (із заходу на схід):
- острів Банаба — неподалік від Науру
- 16 островів архіпелагу Гілберта, включаючи атол Тарава
- 8 островів архіпелагу Фенікс
- 8 островів архіпелагу Лайн

Острови Гілберта — група островів в південно-східній частині Мікронезії. Загальна площа — 279,23 км². У межах архіпелагу можна виділити три підгрупи островів Гілберта, які розрізняються за кількістю опадів: Північна підгрупа (атоли Макін і Бутарітарі), Центральна підгрупа (атоли Маракеі, Абаіанг, Тарава, Маіана, Абемама, Куріа, Аранука) та Південна підгрупа (атоли Ноноуті, Табітеуеа, Беру, Нікунау, Онотоа, Тамана, Арорае).

### Клімат

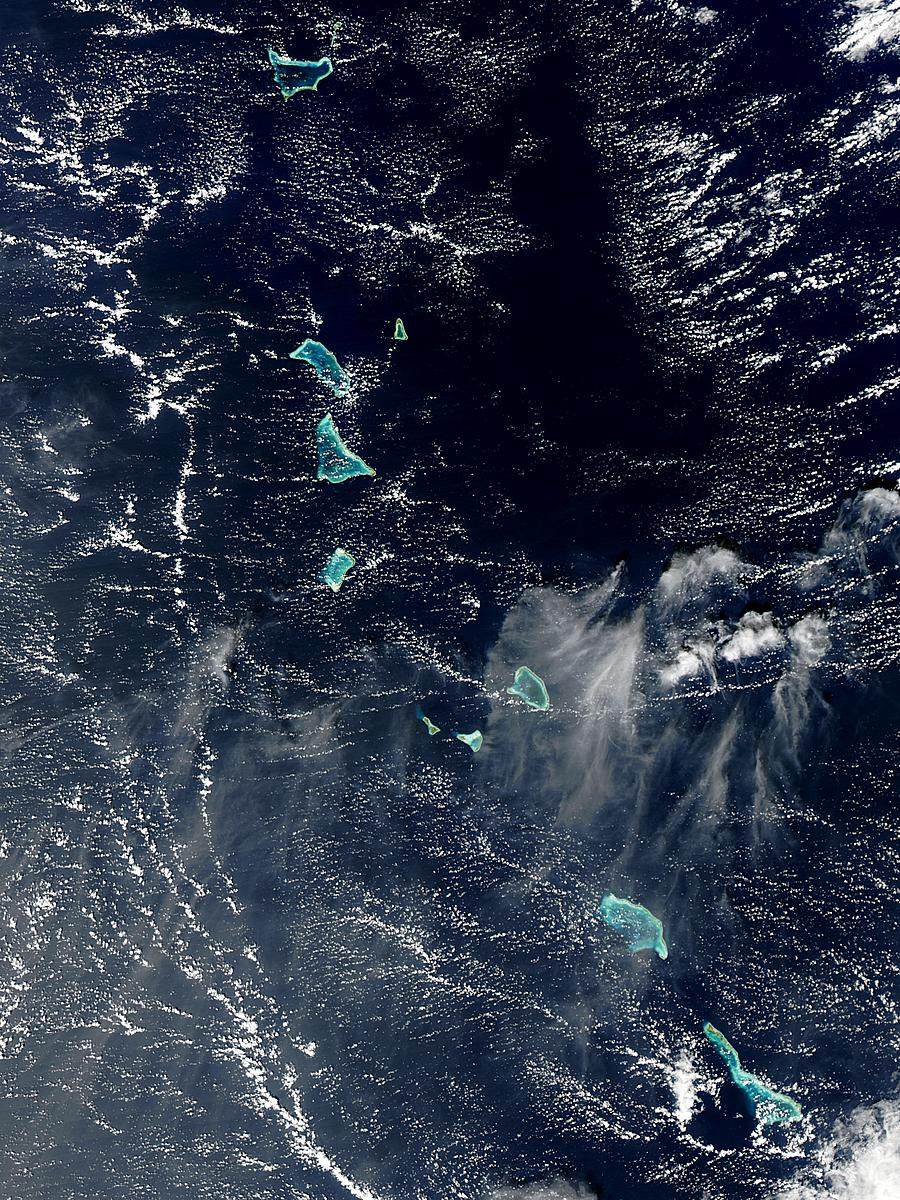
Космічний знімок кількох островів Республіки Кірибаті

Більшість островів у архіпелазі Гілберта і кілька островів у архіпелагах Лайн і Фенікс розташовані в сухому поясі екваторіальної океанічної кліматичної зони.
З давніх-давен місцеві жителі виділяють два сезони в році. Перший з них — Aumeang, який починається одночасно з появою на небосхилі зоряного скупчення Плеяд. Другий сезон — Aumaiaki, який починається одночасно з появою на небосхилі сузір'я Скорпіона. Перший сезон зазвичай триває з жовтня по березень, другий — з квітня по вересень. Більш дощовим є сезон Aumeang, тоді як сезон Aumaiaki є більш посушливим. Дослідження напрямку вітрів, яке проводили на атолі Тарава від 1978 до 1983 року, вказує на те, що з грудня по травень переважають вітри, що дмуть зі сходу і північного сходу, а у квітні-листопаді — зі сходу і південного сходу. При цьому вітри з грудня по травень дмуть сильніше.
Клімат Кірибаті залежить від двох зон конвергенції: міжтропічної, яка визначає рівень опадів на північних атолах, та південнотихоокеанської, яка визначає рівень опадів на південних атолах. З цими двома поняттями пов'язані дві аномалії — явища Ель-Ніньйо і Ла-Нінья. Під час Ель-Ніньйо межтропічна зона конвергенції пересувається на північ у бік екватора, а Ла-Нінья — на південь у бік від екватора. Під час Ель-Ніньйо на островах Кірибаті випадають сильні дощі, а під час Ла-Нінья настає сильна посуха.
На північних атолах архіпелагу Гілберта і північних островах Лайн, окрім Кіритіматі, опадів випадає більше, ніж на атолах, що лежать на півдні. Рівень опадів у Кірибаті варіює від 1100 мм на півдні островів Гілберта (атол Таман) до 3000 мм на рік на півночі (атол Бутарітарі) і від 4000 мм в архіпелазі Лайн (атол Тераїна) до 800 мм на атолі Кантон (острови Фенікс). Урагани бувають досить рідко.
| Клімат Тарави                                   | Клімат Тарави | Клімат Тарави | Клімат Тарави | Клімат Тарави | Клімат Тарави | Клімат Тарави | Клімат Тарави | Клімат Тарави | Клімат Тарави | Клімат Тарави | Клімат Тарави | Клімат Тарави | Клімат Тарави |
| Показник                                        | Січ.          | Лют.          | Бер.          | Квіт.         | Трав.         | Черв.         | Лип.          | Серп.         | Вер.          | Жовт.         | Лист.         | Груд.         | Рік           |
| Норма опадів, мм                                | 220           | 180           | 180           | 190           | 170           | 160           | 160           | 160           | 120           | 140           | 120           | 220           | 2020          |
| ----------------------------------------------- | ------------- | ------------- | ------------- | ------------- | ------------- | ------------- | ------------- | ------------- | ------------- | ------------- | ------------- | ------------- | ------------- |
| Джерело: Pacific Climate Change Science Program |               |               |               |               |               |               |               |               |               |               |               |               |               |

Найсухішими місяцями в році є травень і червень. Сезон дощів на островах Гілберта триває з жовтня по квітень. Періодично трапляються посухи (особливо в центральних і південних островах архіпелагу Гілберта, на островах Фенікс і острові Різдва), які згубно впливають на сільськогосподарські рослини (насамперед кокосову пальму).
Середньорічна температура в Кірибаті варіюється від 26 до 32 °C. Найспекотніші місяці — вересень-листопад, найхолодніші — січень-березень.
Значну загрозу майбутньому країни становить глобальне потепління, і в тому числі пов'язане з ним підвищення рівня Світового океану, в результаті якого острови заввишки менш як 5 м можуть опинитися під водою. У листопаді 2010 року президент Кірибаті на конференції з питань зміни клімату, що відбулася в столиці Кірибаті Південній Тараві, звернув увагу провідних держав світу, що роблять значний внесок у забруднення атмосфери парниковими газами, до цієї проблеми та заявив, що республіка повинна бути готовою до будь-яких наслідків, викликаних глобальним потеплінням, в тому числі до необхідності переселення громадян країни.

### Ґрунти

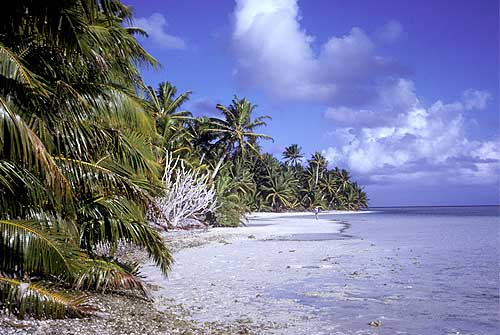
Атол Каролайн

Ґрунти Кірибаті — високолужні, коралового походження, досить бідні. Зазвичай вони пористі, через що дуже погано затримують вологу. Також тутешні ґрунти містять дуже мало органічних і мінеральних речовин, за винятком кальцію, натрію і магнію. Вміст органічного вуглецю в підґрунті вкрай низький (менш як 0,5 %), за винятком тих місць, де вирощують таро (лат. Cyrtosperma chamissonis). Фосфатні ґрунти поширені по всій республіці. Також зустрічаються коричнево-червоні ґрунти, що утворилися з гуано, який накопичився в гаях рослини лат. Pisonia grandis.

### Гідрографія
Річки на атолах Кірибаті відсутні через маленьку площу, низьку висотність, пористість ґрунтів. Замість цього в результаті проливних дощів вода, що просочується крізь ґрунт, утворює лінзу злегка солонуватої води. Дістатися до неї можна, якщо викопати колодязь. Крім води, яку можна зібрати з листя кокосової пальми після дощів, ці лінзи — єдине джерело прісної води на більшості островів Кірибаті. Солоність ґрунтових вод зазвичай зменшується при віддаленні від лагуни й океану. Розташування і рівень ґрунтових вод багато в чому визначають особливості флори, розташування криниць і оброблюваних земель. Неконтрольований процес урбанізації та зростання чисельності населення в Південній Тараві привели до потрапляння в декількох місцях стічних вод у ґрунтові. Значну загрозу для наявних запасів прісної води на атолах становить підвищення рівня води Світового океану. Прісноводні озера є лише на островах Кіритіматі Тераїна. Загалом на островах Республіки Кірибаті є близько 100 маленьких солоних озер. Деякі з них мають діаметр кілька кілометрів.

### Флора і фауна

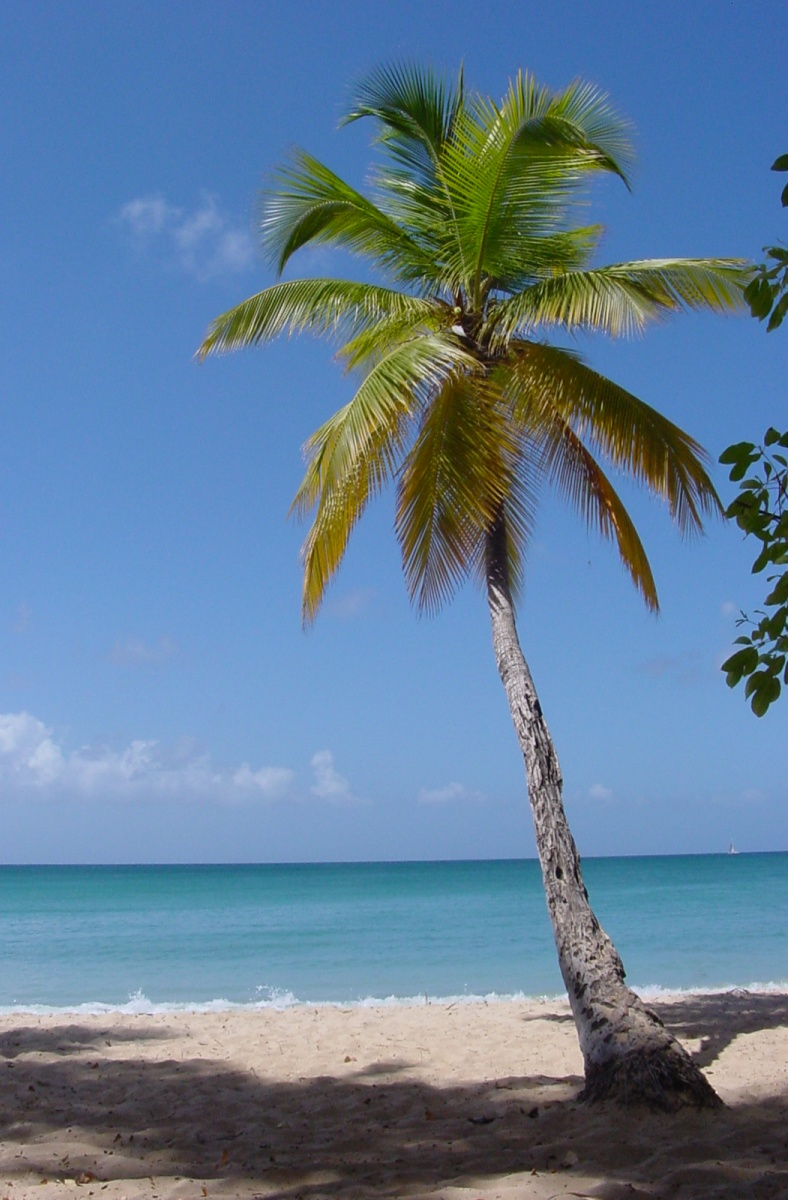
Кокосова пальма посідає дуже важливе місце в житті народу Кірибаті. З маслянистого ендосперму горіхів цієї рослини виробляють копру — основний експортний товар країни

Через маленьку площу суходолу, віддаленість від континентів, порівняно молодий геологічний вік атолів, а також суворі природні умови на островах Гілберта налічується лише 83 види місцевих рослин, жодна з яких не є ендеміком. Вісім видів рослин, імовірно, були завезені аборигенами, а сумарна кількість судинних рослин, виявлених на островах за увесь час, — приблизно 306 видів.
До рослин, які були завезені аборигенами, належать гігантське болотне таро (Cyrtosperma chamissonis), таро (Colocasia esculenta), гігантське таро (Alocasia macrorrhiza), ямс (Dioscorea spp.), два види хлібного дерева (Artocarpus altilis та A. mariannensis) і такка перистонадрізана (Tacca leontopetaloides). Рослини пандан покрівельний (Pandanus tectorius) і кокосова пальма (Cocos nucfera), ймовірно, мають подвійне походження: на багатьох островах це корінні рослини, на інших — завезені людиною. Чотири рослини: таро, кокосова пальма, хлібне дерево і пандан — відігравали та відіграють одну з ключових ролей в харчуванні місцевих жителів. Також зустрічаються характерні для всіх атолів Океанії рослини Scaevola taccada (кір. te mao), Tournefortia argentea (кір. te ren), Morinda citrifolia (кір. te non), Guettarda speciosa (кір. te uri), Pemphis acidula (кір. te ngea) і мангрові дерева.
Основні представники морської фауни — лобстери, кокосові краби, тридакни, конуси (морські черевоногих молюсків), голотурії (або морські огірки). Прибережні води островів дуже багаті рибою (близько 600—800 видів) і коралами (близько 200 видів). Риба завжди була основним джерелом їжі для місцевих жителів. У прибережних водах зустрічаються рифові окуні (Lutjanidae), альбули (Albula vulpes), молочні риби (Chanos chalzos), великоголові кефалі (лат. Valamugil), барабулеві (Upeneus spp.), ставриди (Caranx spp.). Зустрічається кілька видів морських черепах.
Світ ссавців Кірибаті вкрай бідний. Єдиним наземним ссавцем, поміченим на островах під час Американської наукової експедиції в першій половині XIX століття, був малий пацюк. Жителі розводять домашню птицю і свиней. Світ орнітофауни досить різноманітний: загалом у країні мешкає 75 видів птахів, одна з яких є ендеміком — це очеретянка (Acrocephalus aequinoctialis), що мешкає на Кіритіматі. Більшість островів у архіпелагах Лайн і Фенікс є дуже великими колоніями птахів. Наприклад, острови Молден і Старбак, а також частина острова Кіритіматі оголошені морськими заповідниками.

## Політика
Глава держави й уряду — президент;
Законодавчий орган: Палата Асамблеї;
Політична система: ліберальна демократія.

### Правоохоронні та військові органи
Правоохоронна діяльність на Кірибаті здійснюється Поліцейською службою Кірибаті, яка відповідає за всі правоохоронні та воєнізовані функції в острівній державі. Поліцейські пости розташовані на всіх островах. Поліція має один патрульний катер тихоокеанського типу «RKS Teanoai II». Кірибаті не має збройних сил і покладається на Австралію та Нову Зеландію в питаннях оборони.
Головна в'язниця на Кірибаті розташована в місті Бетіо і має назву «В'язниця імені Вальтера Бетіо». Також є в'язниця в  Лондоні на Кіритіматі. 
Згідно з історичним британським законом, чоловіча гомосексуальність є незаконною в Кірибаті, і за неї передбачено покарання у вигляді позбавлення волі на строк до 14 років, але цей закон не застосовується. Кірибаті ще не пішла шляхом Сполученого Королівства, після доповіді Вольфендена, щодо декриміналізації актів чоловічої гомосексуальності, починаючи з положень Закону Великої Британії про сексуальні злочини 1957 року. Жіноча гомосексуальність є легальною, але лесбійки можуть стикатися з насильством і дискримінацією. Однак, дискримінація у сфері зайнятості за ознакою сексуальної орієнтації заборонена.

## Населення
Населення 87 000 осіб (2000); 96 % — кірибаті (мікронезійці);
Релігія: протестантизм.
Мови: англійська (державна), гільбертська (кірибаті).

## Історія

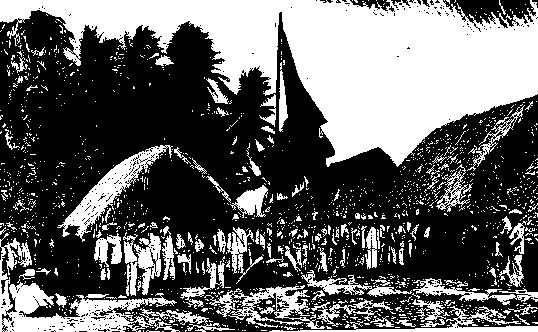
Встановлення протекторату над островом Абемама

Про заселення островів Кірибаті та їхню ранню історію відомо дуже мало. Проте, існують припущення, що предки сучасного народу Кірибаті прибули на острови Гілберта зі східної Меланезії на початку I тисячоліття н. е. Острови Лайн і Фенікс до часу їх відкриття європейцями та американцями були безлюдними. Однак на цих атолах залишилися сліди людської присутності в далекому минулому. Це спонукало вчених до спроби пояснити причини зникнення місцевого населення на архіпелагах Лайн і Фенікс. Одна з поширених думок — така, що в умовах невеликої площі, віддаленості від інших архіпелагів, посушливого клімату та дефіциту прісної води жити на цих островах було вкрай важко. Тому люди, що заселили острови, були змушені незабаром покинути їх.
Острови вперше були відкриті командами британських та американських суден наприкінці XVIII — на початку XIX століття. 1820 року російський мандрівник, адмірал Іван Крузенштерн назвав їх островами Гілберта на честь англійського капітана Томаса Гілберта, який відкрив острови в 1788 році («Кірибаті» — це місцева вимова англійського слова «gilberts»). Традиційна ж назва островів Гілберта — Тунгару (кір. Tungaru).
Перші британські поселенці прибули на острови 1837 року. У 1892 році острови Гілберта з сусідніми островами Елліс стали протекторатом Британської імперії. 1916 року острови Елліс об'єднано з островами Гілберта, сформовано єдину колонію Острови Гілберта та Елліс. Острів Кіритіматі став частиною колонії в 1919 році, а острови Фенікс — у 1937-му.

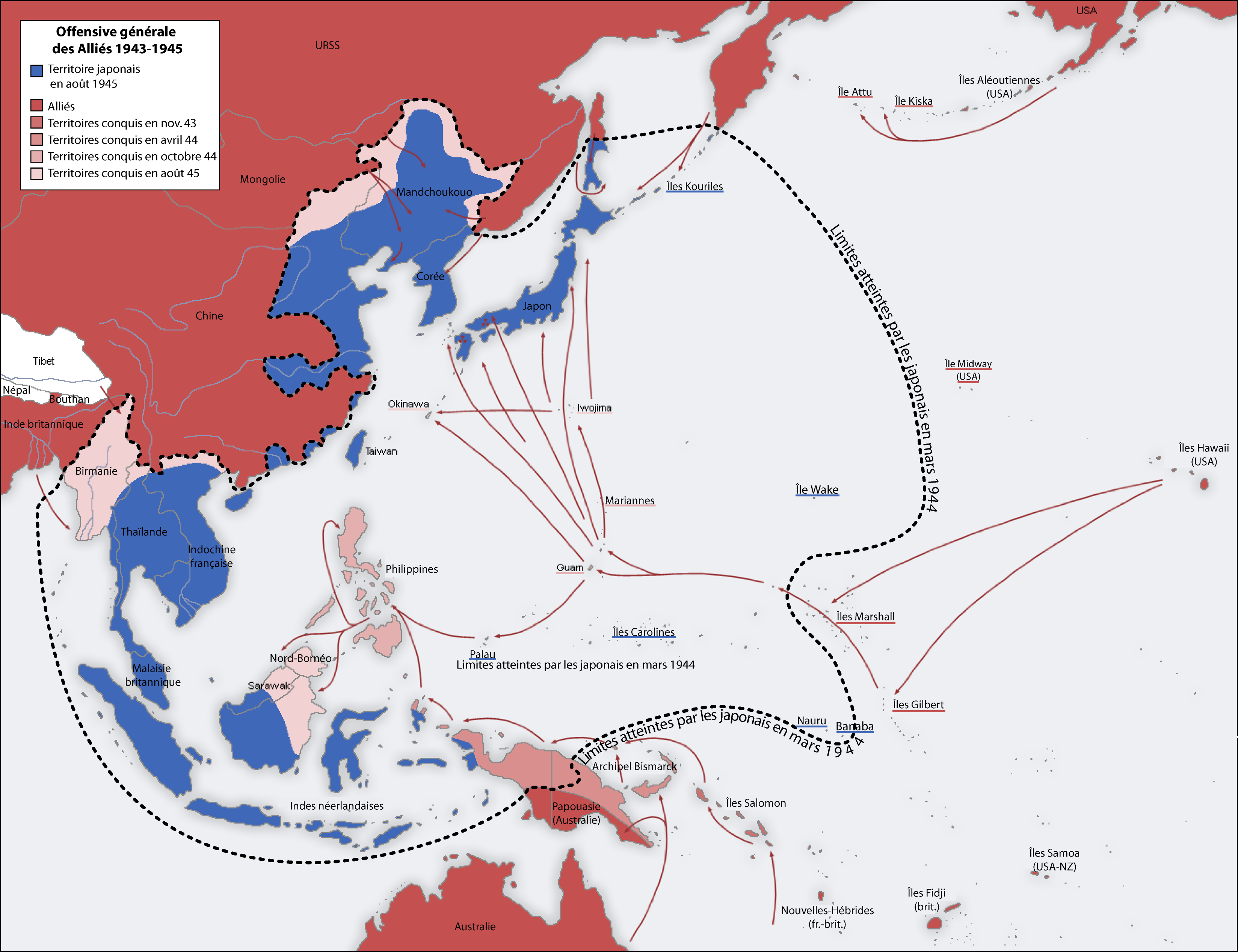
Території, які контролювала Японія під час Другої світової війни

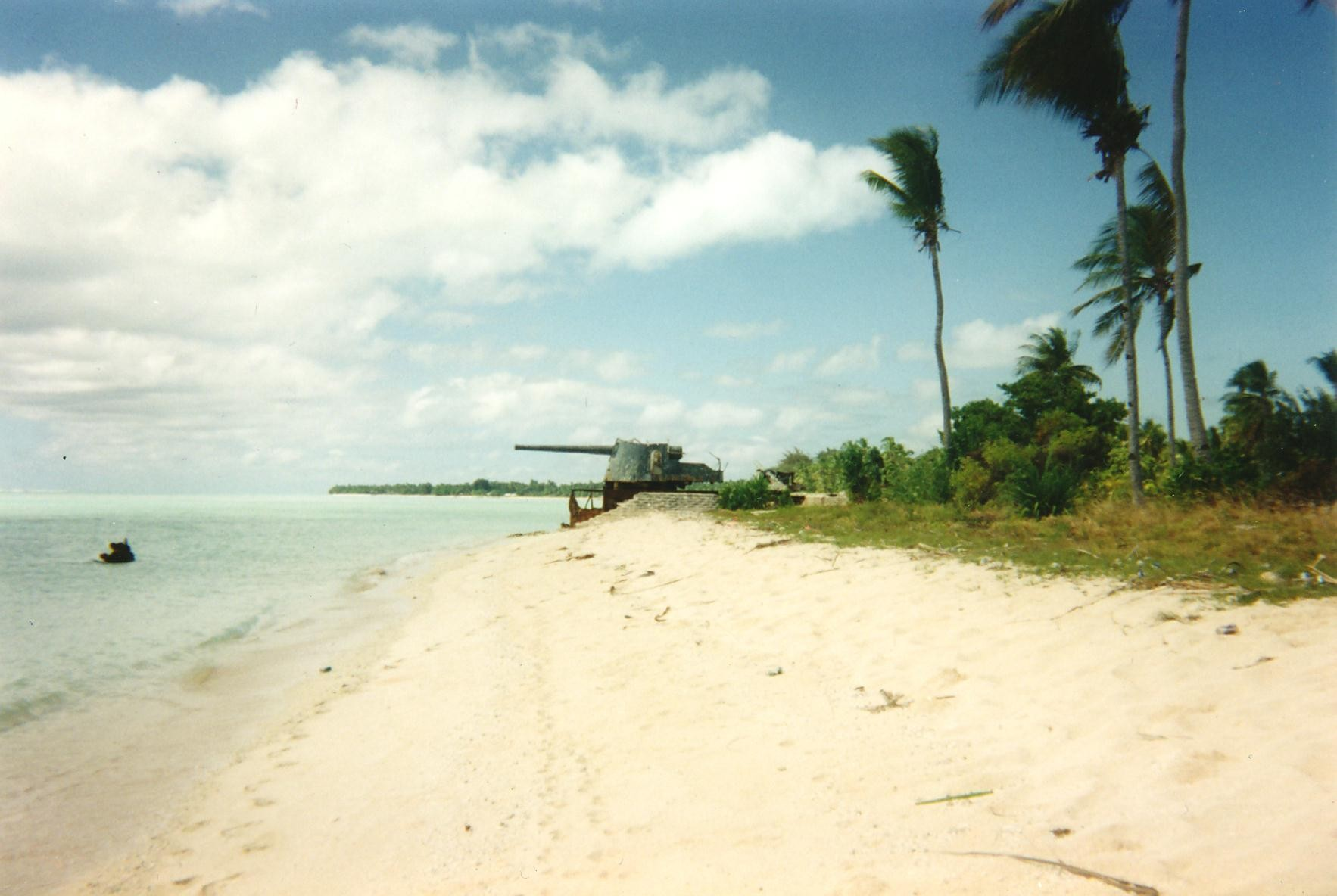
Під час Другої світової війни атол Тарава був театром воєнних дій.

Під час Другої світової війни острів Банаба і більшість островів архіпелагу Гілберта, в тому числі атол Тарава, були окуповані Японією. Тарава — місце, де відбулася одна з найбільш кровопролитних битв на тихоокеанському театрі воєнних дій (у листопаді 1943 року, між японською та американською армією біля села Бетіо, колишньої столиці колонії).
1963 року колоніальна влада провела перші серйозні реформи в управлінні колонією. Було сформовано Виконавчу і Консультативну ради. В останню допустили представників місцевого населення, яких призначав місцевий резидент-комісар. 1967 року Виконавчу раду перетворено в Урядову раду, а Консультативну раду — в Палату представників за участю чиновників колоніальної адміністрації та 24 членів, яких обирало місцеве населення. 1971 року колонія отримала статус самоврядної одиниці. На її чолі поставлено губернатора. Новостворену Законодавчу раду обирало переважно місцеве населення. Депутати обирали зі свого складу представника, який захищав їх інтереси в новій Виконавчій раді.
У 1975 році колонію розділено на самостійні колонії Острови Гілберта та Острови Елліс. У 1978 році острови Елліс стали незалежною державою (сучасна назва — Тувалу). 12 липня 1979 року незалежність здобули острови Гілберта (сучасна назва — Республіка Кірибаті). 1983 року набрав чинності договір про дружбу між США і Кірибаті, укладений ще в 1979 році, за яким США відмовлялися від претензій на 14 островів у архіпелагах Лайн і Фенікс, визнавши їх частиною Кірибаті.
Основною проблемою республіки завжди була перенаселеність островів. 1988 року частина населення Тарави переселилась на менш густонаселені острови республіки. У 1994 році президентом країни обрано Тебуроро Тіто (був переобраний у 1998 році). 1999 року республіка Кірибаті стала членом ООН.
У 2002 році вийшов закон, що дозволяє уряду країни закривати газети. Це сталося невдовзі після появи першої успішної неурядової газети. Президент Тіто був переобраний у 2003 році, але в березні 2003 року він був зміщений із займаної посади. У липні 2003 року президентом став Аноте Тонг з опозиційної партії.

## Економіка

### Загальна характеристика
За винятком періоду від 1994 до 1998 року, коли відзначався значний економічний ріст, викликаний, перш за все, економічними заходами держави направленими на стимулювання, економіка Кірибаті розвивалася порівняно повільними темпами. У 1999 році показник ВНП виріс лише на 1,7 %. В економіці цієї аграрної країни продовжує переважати державний сектор. Поєднання повільних темпів економічного зростання і низький рівень послуг привів до того, що Кірибаті серед 12 тихоокеанських держав — членів Азійського банку розвитку за індексом людського розвитку посіла в 1999 році 8-ме місце.
Значними перешкодами на шляху розвитку цієї мікрокраїни є не лише маленька площа суходолу, але й екологічні та географічні чинники, включаючи віддаленість від світових ринків збуту продукції, географічна розпорошеність, вразливість перед природними лихами та вкрай обмежений внутрішній ринок.
У зв'язку з обмеженими можливостями для економічного зростання з точки зору площі країни, наявності природних багатств, малих трудових ресурсів і низького ВНП, а тому вузьким внутрішнім ринком, єдиним шляхом економічного розвитку для цієї острівної держави є залучення мігрантів (як одного з факторів виробництва), грошових переказів і грошової допомоги інших держав (фінансових трансфертів) і опора на державу (державне фінансування економіки). За такою моделлю потрібно підтримувати високий рівень споживання всередині країни.
Республіка Кірибаті стала незалежною 1979 року, невдовзі після вироблення родовища фосфатів на острові Банаба, причому ці мінерали становили 85 % всього експорту країни, 45 % ВНП і 50 % державного бюджету. Відтоді основними джерелами доходів для Кірибаті стали копра і рибна продукція. Основним роботодавцем у країні є держава, яка, попри свої можливості, не може розв'язати проблеми працевлаштування молодих громадян країни, багато з яких не мають достатнього рівня освіти. Іншим джерелом доходу для Кірибаті останніми роками стала видача ліцензій на право вилову риби в її особливій економічній зоні.

### Грошова система і фінанси

Монети Кірибаті

Грошова одиниця Кірибаті — австралійський долар, однак від 1979 року в обігу на території республіки діють також кірибатські долари, які відносяться як 1:1 до австралійського долара. В обігу перебувають 7 видів монет номіналами 1, 2, 5, 10, 20, 50 кірибатських центів, 1 і 2 долари. Усі монети, крім монет у 50 центів і 1 долар, мають ті самі розміри, що й відповідні австралійські. Монета в 50 центів має круглу форму, тоді як в 1 долар — форму дванадцятикутника.
За бюджетом на 2005 рік витрати становили 73 058 тисяч, а доходи — 78 563 тисяч австралійських доларів. Найбільшою статтею видаткової частини бюджету є витрати на освіту. Витрати на підтримання порядку і безпеки країни становлять 7 405 тисяч австралійських доларів. Частка витрат на охорону здоров'я у 2005 році становила 17 % всіх витрат. Серед доходів найбільше значення мають надходження від податків і мит, причому вирішальну роль відіграють непрямі податки — 62 % всіх доходів.
Важливим джерелом поповнення бюджету країни є також поштові марки, які викликають зацікавленість філателістів з усього світу.
Від 2001 до 2005 рік спостерігалося зниження надходжень до державного бюджету, що пов'язано зі зменшенням доходів від видачі ліцензій на вилов риби в особливій економічній зоні країни.
У Кірибаті діють два банки — Банк Розвитку Кірибаті (англ. Development Bank of Kiribati) і Банк Кірибаті (англ. Bank of Kiribati). Останній банк є спільною установою уряду Кірибаті та корпорації «Westpac Banking Corporation of Australia» (Австралія). Банк Кірибаті надає повний пакет фінансових послуг, включаючи міжнародні угоди.

### Сільське господарство
Попри те, що в Кірибаті існують значні обмеження для розвитку сільського господарства (зокрема, через маленьку площі атолів), техніка обробітку землі в цій тихоокеанській республіці досягла досить високого рівня. Розвиток сільського господарства, проте, негативно позначився на рослинному покриві островів, зокрема, призвів до знеліснення.
Одна з найважливіших сільськогосподарських культур у Кірибаті — гігантське болотне таро, з якого отримують цінний крохмаль. Однак останнім часом у зв'язку зі збільшенням споживання рису і борошна роль таро дещо знизилася. Також знизилась врожайність цієї сільськогосподарської рослини на атолі Тарава, що пов'язано з поширенням жука-паразита виду Papuana huebneri.
Попри невелику площу країни й бідні ґрунти, сільське господарство відіграє одну з ключових ролей в економіці Кірибаті. Значних успіхів досягнуто в збільшенні виробництва копри, одного з основних експортних товарів цієї держави. 1998 року експортовано 7577 тонн копри на загальну суму в A$ 4,5 млн (наприклад, риби тоді експортовано на суму в A$ l млн). Серед інших важливих сільськогосподарських рослин можна виділити пандан, хлібне дерево, папаю (лат. Carica papaya).
Одним з пріоритетних напрямків розвитку економіки є зниження частки імпортованої сільськогосподарської продукції. Досягнення цієї мети можливе лише при інтенсифікації сільського господарства, яка дозволить також розв'язати проблеми забезпечення їжею населення країни яке зростає (проте це проблематично здійснити).
У прибережних водах і лагунах атолів мешкає безліч цінних видів риб і молюсків. Значне місце в раціоні місцевих жителів займають молюски тридакни (лат. Tridacnidae), яких вони розводять.

## Зовнішня політика
Кірибаті підтримує зв'язки переважно з державами басейну Тихого океану. Має дипломатичні відносини з Тайванем.

### Відносини з Україною
Між Кірибаті та Україною не встановлено дипломатичних відносин.